# Araia

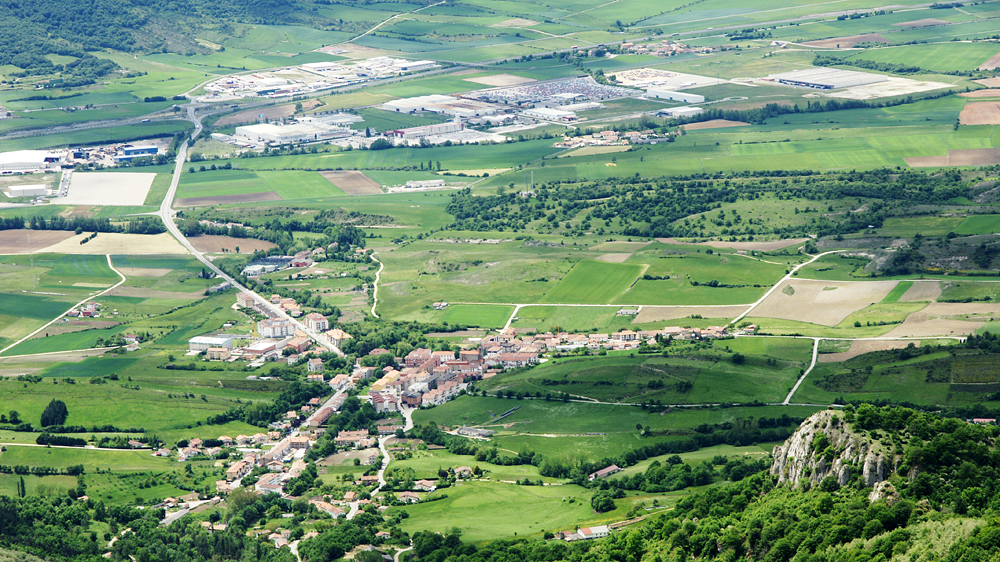
Vue d'Araia

Araia est un hameau de la commune d'Asparrena en Alava dans la communauté autonome du Pays basque. Araia est le chef-lieu de la commune.